# Helmut Gentsch
Helmut Gentsch (* 1940) ist ein deutscher Schauspieler und Hörspielsprecher.

## Leben
Nach dem Besuch der Münchner Otto-Falckenberg-Schule hatte Helmut Gentsch Engagements an verschiedenen deutschen Theatern, so in Hamburg am Ernst-Deutsch-Theater und den Kammerspielen, am Landestheater Schleswig, dem Frankfurter Fritz Rémond Theater oder der Komödie im Marquardt in Stuttgart. Weitere Gastspiele führten ihn an Theater in Bremen, Bremerhaven und Lübeck.
Einige seiner Rollen waren neben anderen der Mephisto im Faust, Alfred Ill im Besuch der alten Dame von Friedrich Dürrenmatt, Odoardo in Emilia Galotti von Gotthold Ephraim Lessing, Marquis Posa in Friedrich Schillers Don Karlos und die Titelrollen im Jedermann von Hugo von Hofmannsthal und Lessings Nathan der Weise.
1963 gab Helmut Gentsch sein Kameradebüt in der Komödie Liebe will gelernt sein unter der Regie von Kurt Hoffmann. In den Folgejahren war er immer wieder als Gastdarsteller in verschiedenen Serien zu sehen, so in Die Wache, Schwarz Rot Gold, Der Landarzt oder Großstadtrevier.
Gentsch arbeitet darüber hinaus als Sprecher in Hörfunk- und kommerziellen Hörspiel- und Hörbuchproduktionen. Mehrfach wirkte er in der Reihe Drizzt – Die Saga vom Dunkelelf nach den Romanen des Fantasy-Autors R. A. Salvatore mit. Außerdem veranstaltet er Lesungen mit Texten verschiedener Autoren wie Ernst Barlach, Jules Verne, Thomas Mann, Joachim Ringelnatz und vielen anderen.
Helmut Gentsch lebt in Hamburg.

## Filmografie (Auswahl)
- 1963: Liebe will gelernt sein
- 1964: Nachtzug D 106
- 1966: Das Kriminalmuseum – Der Barockengel
- 1971: Das große Projekt
- 1976: Tatort – … und dann ist Zahltag
- 1977: Sonderdezernat K1 – Tod eines Schrankenwärters
- 1982: Schwarz Rot Gold – Kaltes Fleisch
- 1984: Bei Mudder Liesl (3 Folgen)
- 1984: Tatort – Haie vor Helgoland
- 1984: Schwarz Rot Gold – Um Knopf und Kragen
- 1988: Schwarz Rot Gold – Zucker, Zucker
- 1989: Geschichten hinterm Deich
- 1992: Neues vom Süderhof – Das Pferderennen
- 1993: Der Landarzt – Wo die Liebe hinfällt
- 1993: Großstadtrevier – Brüderchen
- 1994: Die Wache – Kinderspiele
- 1995: Immenhof (2 Folgen)
- 1996: Gegen den Wind – In den Schuhen des Fischers
- 1997: Faust – Auf den Tag genau
- 1999: Der Hochstapler
- 1999: Die Cleveren – Der Polizeifan
- 2011: Frischer Wind

## Hörspiele
- 1975: Fraog nich nao Sunnenschien – Autor: Konrad Hansen – Regie: Wolfram Rosemann
- 1979: Damals und heute – Autorin: Inge Stolten – Regie: Hans Rosenhauer
- 1983: Ballade von der richtigen Adresse – Autor: Julio Ortega – Regie: Hans Rosenhauer
- 1983: Der lange Augenblick des Todes – Autor: Hubert Wiedfeld – Regie: Hans Gerd Krogmann
- 1986: Nymphen gehören ins Meer – Autorin: Margaret Millar – Regie: Hans Rosenhauer
- 1988: Big Fish – Autor: Thomas Perry – Regie: Hans Gerd Krogmann
- 1989: Kennwort Orakel – Autor: Nikolai von Michalewsky – Regie: Till Berger